# Томсон, Артур (футболист, 1903)
А́ртур То́мсон (англ. Arthur Thomson; июль 1903 — дата смерти неизвестна) — английский футболист, нападающий.

## Футбольная карьера
Родился в Саут-Мур, графство Дарем. Выступал за любительские клубы «Уэст-Стэнли» и «Крэгхед Юнайтед». Впоследствии играл за клуб «Моркам» в Комбинации Ланкашира.
В мае 1928 года перешёл в «Манчестер Юнайтед». Его дебют в основном составе «Юнайтед» состоялся 26 января 1929 года в матче четвёртого раунда Кубка Англии против «Бери». Больше в сезоне 1928/29 на поле не появлялся. В следующем сезоне провёл за первую команду только один матч. В сезоне 1930/31 сыграл за команду 3 матча и забил 1 мяч. Его единственный гол за «Юнайтед» пришёлся на матч Первого дивизиона против «Арсенала» на «Хайбери»: Томсон открыл счёт в той игре уже на первой минуте. Однако «канониры» впоследствии забили четыре мяча, одержав победу со счётом 4:1. Примечательно, что Томсон свой единственный гол за «Юнайтед» забил в ворота будущего чемпиона: по итогам сезона 1930/31 «Арсенал» впервые стал чемпионом Англии, а «Юнайтед» занял последнее место и выбыл во Второй дивизион. По окончании сезона Артур, который так и не смог закрепиться в основном составе «Манчестер Юнайтед», покинул клуб, за который выступал на протяжении трёх сезонов, сыграв только 5 матчей.
В сезоне 1931/32 выступал за клуб Третьего южного дивизиона «Саутенд Юнайтед», сыграв за него 16 матчей и забив 4 мяча. В сезоне 1932/33 играл за другой клуб Третьего южного дивизиона «Ковентри Сити». Впоследствии выступал за «Транмир Роверс».

## Статистика выступлений
| Клуб              | Сезон            | Лига | Лига | Кубок | Кубок | Итого | Итого |
| Клуб              | Сезон            | Игры | Голы | Игры  | Голы  | Игры  | Голы  |
| ----------------- | ---------------- | ---- | ---- | ----- | ----- | ----- | ----- |
| Манчестер Юнайтед | 1928/29          | 0    | 0    | 1     | 0     | 1     | 0     |
| Манчестер Юнайтед | 1929/30          | 1    | 0    | 0     | 0     | 1     | 0     |
| Манчестер Юнайтед | 1930/31          | 2    | 1    | 1     | 0     | 3     | 1     |
| Манчестер Юнайтед | Итого            | 3    | 1    | 2     | 0     | 5     | 1     |
| Саутенд Юнайтед   | 1931/32          | 14   | 6    | 2     | 0     | 16    | 6     |
| Саутенд Юнайтед   | Итого            | 14   | 6    | 2     | 0     | 16    | 6     |
| Ковентри Сити     | 1932/33          | 1    | 0    | 0     | 0     | 1     | 0     |
| Ковентри Сити     | Итого            | 1    | 0    | 0     | 0     | 1     | 0     |
| Всего за карьеру  | Всего за карьеру | 18   | 7    | 4     | 0     | 22    | 7     |